# Kai Theodor Erikson
Kai Theodor Erikson (* 12. Februar 1931 in Wien) ist ein US-amerikanischer Soziologe, der 1985 als 76. Präsident der American Sociological Association (ASA) amtierte. Er wurde durch seine Beiträge zur Katastrophensoziologie bekannt.
Kai T. Erikson ist der Sohn des Psychoanalytikers Erik H. Erikson und dessen Ehefrau Joan Erikson. Von 1955 bis 1957 diente er der US-Armee als Soldat. Nach dem Besuch des Reed College studierte er an der University of Chicago, an der er zum Ph.D. promoviert wurde. Nach Lehr- und Forschungstätigkeiten an verschiedenen amerikanischen Hochschulen wurde er 1966 Soziologie-Professor der Yale University. 1970/71 amtierte er als Präsident der Society for the Study of Social Problems.
Für sein Buch Wayward Puritans. A study in the sociology of deviance erhielt er den MacIver Award der ASA, für Everything In Its Path den Sorokin Award der ASA. Damit ist er der einzige Soziologe, der von der ASA zweimal für das beste Buch des Jahres ausgezeichnet wurde.

## Schriften (Auswahl)
- The sociologist's eye. Reflections on social life. Yale University Press, New Haven 2017, ISBN 978-0-300-10667-1.
- A new species of trouble. Explorations in disaster, trauma, and community.  W.W. Norton & Co., New York 1994, ISBN 0-393-03594-8.
- Everything in its path. Destruction of community in the Buffalo Creek flood. Simon and Schuster, New York 1976, ISBN 0-671-22367-4.
- Wayward Puritans. A study in the sociology of deviance. Wiley, New York 1966 (Neuauflage: Pearson/Allyn and Bacon, Boston 2005, ISBN 0-205-42403-1).